# بهولانواگاون
بهولانواگاون (به انگلیسی: Bholanuagaon) یک روستا در هند است که در شهرستان کندوجار واقع شده‌است. بهولانواگاون ۸۰ متر بالاتر از سطح دریا واقع شده‌است.